# Primera División de Costa Rica 1943
Die Primera División de Costa Rica 1943 war die 23. Spielzeit der höchsten costa-ricanischen Fußballliga.
Es nahmen sieben Mannschaften teil. Die UCR gewann zum ersten Mal in der Vereinsgeschichte die Meisterschaft.

## Austragungsmodus
- Die sieben teilnehmenden Mannschaften spielten in einer Einfachrunde (Hin- und Rückspiel) im Modus Jeder gegen Jeden den Meister aus.
- Der Letztplatzierte bestritt ein Relegationsspiel gegen den Meister der Zweiten Liga.

## Endstand

### Hauptrunde
| Pl.             | Verein                       | Sp. | S | U | N | Tore  | Diff. | Punkte |
| --------------- | ---------------------------- | --- | - | - | - | ----- | ----- | ------ |
| 01              | CF Universidad de Costa Rica | 12  | 8 | 1 | 3 | 30:25 | 5     | 17     |
| 02              | LD Alajuelense               | 12  | 7 | 2 | 3 | 45:28 | 17    | 16     |
| 03              | CS La Libertad (M)           | 12  | 6 | 3 | 3 | 37:30 | 7     | 15     |
| 04              | Orión FC                     | 12  | 6 | 2 | 4 | 37:32 | 5     | 14     |
| 05              | SG Española                  | 12  | 3 | 4 | 5 | 39:50 | −11   | 10     |
| 06              | CS Cartaginés                | 12  | 1 | 5 | 6 | 34:45 | −11   | 7      |
| 07              | CS Herediano                 | 12  | 2 | 1 | 9 | 29:41 | −12   | 5      |
| Stand: Endstand |                              |     |   |   |   |       |       |        |

### Relegation
| Letzter 1°División | Gesamt | Meister 2°División    | Hinspiel | Rückspiel |
| ------------------ | ------ | --------------------- | -------- | --------- |
| CS Herediano       | 9:5    | Sindicato del Calzado | 5:3      | 4:2       |